# Филатьев, Александр Иванович
Алекса́ндр Ива́нович Фила́тьев (?—1812) — полковник, герой войн против Наполеона.
Сын прокурора Ярославского наместничества надворного советника Ивана Петровича Филатьева, происходил из дворян Ростовского уезда Ярославской губернии. В военную службу вступил в конце 1790-х годов штандарт-юнкером в лейб-гвардии Конный полк, 21 апреля 1799 года произведён в корнеты и в 1803 году — в ротмистры.
В рядах лейб-гвардии Конного полка, командуя 1-м взводом 2-го эскадрона, принимал участие в кампании против французов в 1805 году в Австрии и в сражении при Аустерлице был ранен пулей в правую ногу, 24 февраля 1806 года награждён золотой шпагой с надписью «За храбрость».
В 1806—1807 годах Филатьев сражался с французами в Восточной Пруссии и за отличие 12 августа 1807 года был произведён в полковники. 20 мая 1808 года он получил орден св. Георгия 4-й степени (№ 846 по кавалерскому списку Судравского и № 1939 по списку Григоровича — Степанова)
В воздаяние отличного мужества и храбрости, оказанных в сражении 2 июня при Фридланде против французских войск, где, находясь с эскадроном в отряде, действовал с желаемым успехом и в нападении на неприятельскую кавалерию получил рану.
В этом деле он был ранен пулей навылет с правого бока на левый.
7 ноября 1807 года Филатьев за ранами вышел в отставку с мундиром и пенсионом полного жалования и поселился в своём имении в Ярославской губернии, был Ростовским уездным предводителем дворянства.
В 1812 году, после объявления Манифеста о созыве внутреннего ополчения, Филатьев записался в армию и был зачислен с чином полковника в Новгородский кирасирский полк, в рядах которого принял участие в отражении нашествия Наполеона в Россию.
6 ноября 1812 года Филатьев был убит в сражении под Красным. В некоторых источниках ошибочно говорится, что он в этом сражении был тяжело ранен, увезён на излечение в Смоленск и скончался в 1826 году.
Его брат Владимир также служил в Конной гвардии, позднее был государственным деятелем и предводителем дворянства Ярославской губернии.